# Powiat Kita-Sōma
Powiat Kita-Sōma (jap. 北相馬郡 Kita-Sōma-gun) – powiat w Japonii, w prefekturze Ibaraki. Ma powierzchnię 24,86 km². W 2020 r. mieszkało w nim 15 340 osób, w 6245 gospodarstwach domowych  (w 2010 r. 17 473 osoby, w 6126 gospodarstwach domowych) .

## Miejscowości
- Tone

## Historia[4]

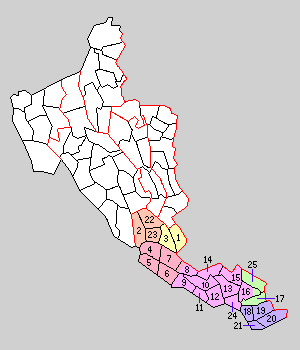
Powiat Kitasōma (1889 r.)

- Powiat powstał 2 grudnia 1878 roku, z pozostałej części powiatu Sōma z prowincji Shimōsa (po odłączeniu od niego powiatu Minamisōma w prefekturze Chiba)[5]. Wraz z utworzeniem nowego systemu administracyjnego 1 kwietnia 1889 roku powiat Kitasōma został podzielony na 4 miejscowości i 21 wiosek[6].
- 1 kwietnia 1896 – wioska Nagasaki została włączona do powiatu Tsukuba. (4 miejscowości, 20 wiosek)
- 13 marca 1947 – wioska Ino została połączona z miejscowością Toride. (4 miejscowości, 19 wiosek)
- 20 marca 1954 – wioski Kawarashiro i Kitamonma zostały połączone z miejscowością Ryūgasaki (z powiatu Inashiki), które zdobyło status miasta. (4 miejscowości, 17 wiosek)
- 21 marca 1954 – część wioski Takasu zostaje włączona do miasta Ryūgasaki.
- 10 lipca 1954 – wioska Sakate została włączona do miejscowości Mitsukaidō (z powiatu Yūki), które zdobyło status miasta. (4 miejscowości, 16 wiosek)
- 1 stycznia 1955 – miejscowość Fukawa połączyła się z wioskami Higashimonma, Fumi i Monma tworząc nową miejscowość Tone. (4 miejscowości, 13 wiosek)
- 15 lutego 1955: (4 miejscowości, 9 wiosek)
  - miejscowość Toride powiększyła się o teren wiosek Inatoi, Terahara i większość wsi Takai.
  - pozostała część Takai została włączona do miejscowości Moriya.
- 21 lutego 1955: (4 miejscowości, 6 wiosek)
  - miejscowość Sōma, wioski San'nō, Rokugō i większość wsi Takasu połączyła się z wioską Kuga (z powiatu Tsukuba) tworząc miejscowość Fujishiro.
  - pozostała część Kugi została włączona do miasta Ryūgasaki.
- 1 marca 1955: (4 miejscowości, 2 wioski)
  - wioski Ōisawa, Ōno i Kōya zostały włączone do miejscowości Moriya.
  - wioska Kokinu połączyła się z wioskami Yahara, Towa i Fukuoka (z powiatu Tsukuba) tworząc wioskę Yawara (w powiecie Tsukuba).
- 1 kwietnia 1956 – wioski Uchimoriya i Kano zostały włączone w teren miasta Mitsukaidō. (4 miejscowości)
- 1 października 1970 – miejscowość Toride zdobyła status miasta. (3 miejscowości)
- 2 lutego 2002 – miejscowość Moriya zdobyła status miasta. (2 miejscowości)
- 28 marca 2005 – miejscowość Fujishiro została połączona z miastem Toride. (1 miejscowość)